# Wilhelm Grünewald

Wilhelm Grünewald

Wilhelm Grünewald (* 18. Juni 1859 in Babenhausen (Hessen); † 14. Juli 1925 in Gießen) war ein deutscher Politiker (Fortschrittliche Volkspartei, DDP).

## Leben und Beruf
Nach dem Abitur in Darmstadt 1878 studierte Grünewald, der evangelischen Glaubens war, bis 1882 an der Justus-Liebig-Universität Gießen sowie an der Universität Leipzig Rechtswissenschaften. Nach Bestehen beider Staatsexamina (1882 bzw. 1885) und der Promotion ließ er sich in Gießen als Rechtsanwalt nieder, seit Februar 1920 war er außerdem Notar. 
Von 1918 bis 1925 war Grünewald Gründungsvorsitzender der Gießener Hochschulgesellschaft. 1891 beteiligte er sich an der Gründung des Turnvereins Babenhausen und gehörte dem Gründungsvorstand an. 

## Partei und Abgeordneter
Im Kaiserreich war Grünewald Mitglied der Fortschrittlichen Volkspartei. 1918 beteiligte er sich an der Gründung der DDP. Von 1892 bis 1912 war er Stadtverordneter in Gießen. Von 1911 bis 1918 gehörte er der Zweiten Kammer der Landstände des Großherzogtums Hessen an. 1919 war er Mitglied der Weimarer Nationalversammlung und bis 1920 des Deutschen Reichstags. 

## Ehrungen
- 25.11.1908 Justizrat
- 26.6.1918 Ritterkreuz I. Klasse des Ordens Stern von Brabant mit der Krone
- 15.11.1920 Ehrendoktorwürde der Medizinischen Fakultät der Universität Gießen
- 1927 (postum) Ehrenmitglied des TV Babenhausen